# Max Brauer
Max Julius Friedrich Brauer, född 3 september 1887 i Ottensen, död 2 februari 1973 i Hamburg, var en tysk politiker (SPD). Han var Hamburgs förste borgmästare 1946 till 1953 och 1957 till 1960.